# Blauw vaandel

Blauw vaandel, Britse dienstvlag ter zee

Het Blauwe vaandel (Engels: Blue Ensign) is een Brits vaandel en is tegenwoordig de officiële Britse dienstvlag ter zee. Van 1652 tot 1864 was het Blauwe vaandel tevens in gebruik als oorlogsvlag ter zee voor het Blauwe eskader van de Royal Navy dat voornamelijk opereerde op de zuidelijke Atlantische Oceaan, de Grote Oceaan en de Indische Oceaan.
Het vaandel zonder embleem wordt ook gebruikt voor schepen die onder bevel staan van een lid van de Royal Naval Reserve. Beladen met een embleem wordt de vlag gebruikt als nationale vlag voor verschillende overheidsdiensten, diverse gebieden onder huidig of voormalig Brits bestuur, en met permissie door enkele "Yacht Clubs".

## Geschiedenis
Het vaandel ontstond in 1652 en is in de loop der tijd aangepast aan de vlag van het Verenigd Koninkrijk. Het ontwerp dateert uit de 17e eeuw met het kruis van St. Joris uit de vlag van Engeland in het kanton op een blauw veld. Na de vereniging van Engeland (samen met Wales) en Schotland tot het Koninkrijk Groot-Brittannië in 1707 werd de Engelse vlag in het kanton vervangen door de vlag van Groot-Brittannië. Op 1 januari 1801, na de toetreding van het koninkrijk Ierland tot het Verenigd Koninkrijk van Groot-Brittannië en Ierland, werden vlag en vaandels aangepast tot de vorm waarin wij ze nu kennen.

? Het Engelse Blauwe vaandel van voor 1707
? Het Britse Blauwe vaandel (1707–1801)
? Het huidige Blauwe vaandel (sinds 1801)

## Het blauwe vaandel zonder embleem
Het Blauwe vaandel is vanaf de reorganisatie van de Royal Navy door admiraal Robert Blake in 1652 in gebruik gekomen als oorlogsvlag ter zee van het Blauwe eskader. Dit was een van de drie nieuw opgerichte eskaders van de Royal Navy. De andere twee waren het Rode en het Witte eskader, die resp. een rood en een wit vaandel voerden. In 1864 veranderde een "order in council" van de Admiraliteit dit gebruik. Het Rode vaandel werd toegewezen aan schepen van de koopvaardij, het Blauwe vaandel aan schepen in openbare dienst of onder bevel varend van een officier in de Royal Naval Reserve. Het Witte vaandel werd aan de Royal Navy toegewezen. Deze situatie is sindsdien ongewijzigd. Onderstaande drie klassen schepen mogen een Blauw vaandel in plaats van het Rode vaandel voeren:
1. Britse koopvaardijschepen waarvan de officieren en bemanningsleden een bepaald minimumaantal gepensioneerden uit de Royal Navy of Royal Navy reservisten zijn, of die onder commando staan van een officier van de Royal Navy Reserve, in bezit van een "Government warrant" (permissie). Sinds 1864 zijn de exacte aantallen en rangen van deze bemanningsleden meermaals gewijzigd, evenals de overige bepalingen.
2. Royal Research Ships met permissie, ongeacht of deze worden bemand door voormalig Royal Navy personeel of door zeelieden uit de koopvaardij.
3. In Groot-Brittannië geregistreerde jachten behorende tot een gelimiteerd aantal clubs. Deze permissie werd gedurende de beide wereldoorlogen tijdelijk ingetrokken.

## Het blauwe vaandel met embleem
In het blauwe veld van de vlag kan een embleem worden aangebracht. Men spreekt dan van een "Defaced Blue Ensign". Verschillende organisaties, overheidsdiensten en (voormalige) Britse overzeese gebieden voeren een dergelijke vlag.

### Gebruik bij de overheid
Sinds 1864 worden blauwe vaandels voorzien van een embleem gebruikt als vaandel voor overheidsinstanties en openbare lichamen van het Verenigd Koninkrijk. Dit zijn ruim dertig instanties, waaronder de Britse douane, de kustwacht en de zeekadetten.

### Overzeese gebieden
Een aantal Britse overzeese gebieden voeren of voerden een vlag die op het Blauwe vaandel is gebaseerd als landsvlag of als maritieme vlag.
Huidige vlaggen
- Vlag van Anguilla
- Vlag van Ascension
- Dienstvlag van Bermuda (op land wordt doorgaans de rode vlag van Bermuda gebruikt)
- Vlag van de Britse Maagdeneilanden
- Vlag van de Kaaimaneilanden
- Vlag van de Falklandeilanden
- Dienstvlag ter zee van Gibraltar (zie vlag van Gibraltar voor de overige vlaggen van Gibraltar)
- Vlag van Montserrat
- Vlag van de Pitcairneilanden
- Vlag van Sint-Helena
- Vlag van de Turks- en Caicoseilanden

### Overige vlaggen gebaseerd op het blauwe vaandel
Veel landen voeren of voerden een op het Blauwe vaandel gebaseerde vlag als lands- of dienstvlag. Voor een overzicht van deze vlaggen en vlaggen die op de andere Britse vlaggen en vaandels zijn gebaseerd, zie het artikel Lijst van vlaggen gebaseerd op de Britse vlag.